# Mapania tonkinensis
Mapania tonkinensis är en halvgräsart som först beskrevs av E.G.Camus, och fick sitt nu gällande namn av Tetsuo Michael Koyama. Mapania tonkinensis ingår i släktet Mapania och familjen halvgräs.
Artens utbredningsområde är Vietnam. Inga underarter finns listade i Catalogue of Life.